# Ribautiana multispinosa
Ribautiana multispinosa är en insektsart som beskrevs av Erhard Christian 1953. Ribautiana multispinosa ingår i släktet Ribautiana och familjen dvärgstritar. Inga underarter finns listade i Catalogue of Life.